# Comuna Roșietici, Florești
Comuna Roșietici este o comună din raionul Florești, Republica Moldova. Este formată din satele Roșietici (sat-reședință), Cenușa și Roșieticii Vechi.

## Demografie
Conform datelor recensământului din 2014, comuna are o populație de 2.186 de locuitori. La recensământul din 2004 erau 2.390 de locuitori.

## Administrație și politică
Componența Consiliului local Roșietici (11 consilieri), ales la 5 noiembrie 2023, este următoarea:
|  | Partid                                       | Consilieri | Componență | Componență | Componență | Componență | Componență | Componență | Componență |
|  | -------------------------------------------- | ---------- | ---------- | ---------- | ---------- | ---------- | ---------- | ---------- | ---------- |
|  | Partidul Socialiștilor din Republica Moldova | 7          |            |            |            |            |            |            |            |
|  | Partidul Acțiune și Solidaritate             | 3          |            |            |            |            |            |            |            |
|  | Platforma Demnitate și Adevăr                | 1          |            |            |            |            |            |            |            |